# Kourgane Tsarsky
Le Kourgane Tsarsky (en russe Царский курган), traduit par « le tumulus du roi », est un kourgane datant du IVe siècle av. J.-C. situé à Kertch dans l'est de la Crimée, à l'époque antique Panticapée, cité grecque de Tauride.

## Contexte
On dénombre environ 200 tumulus dans Kertch et ses environs immédiats. Il se situe au nord-est de la ville à 5 km du centre-ville, près du monument commémoratif de la bataille de la carrière d'Adjimouchkaï (en).

## Description
Le tumulus fait presque vingt mètres de haut et sa base a une circonférence de 250 mètres. Il renferme une chambre funéraire à plan carré (4,39 × 4,35 mètres) qui s'élève progressivement en voûte à encorbellement supportant une coupole. La hauteur totale de la chambre est de 8,84 mètres. On y accède par un couloir (dromos) de 2,80 mètres de large et 37 mètres de long avec un faîte en pointe, construit de la même façon. Les deux éléments du bâtiment sont en calcaire jaune, le plancher est composé d'argile, de chaux et de calcaire.

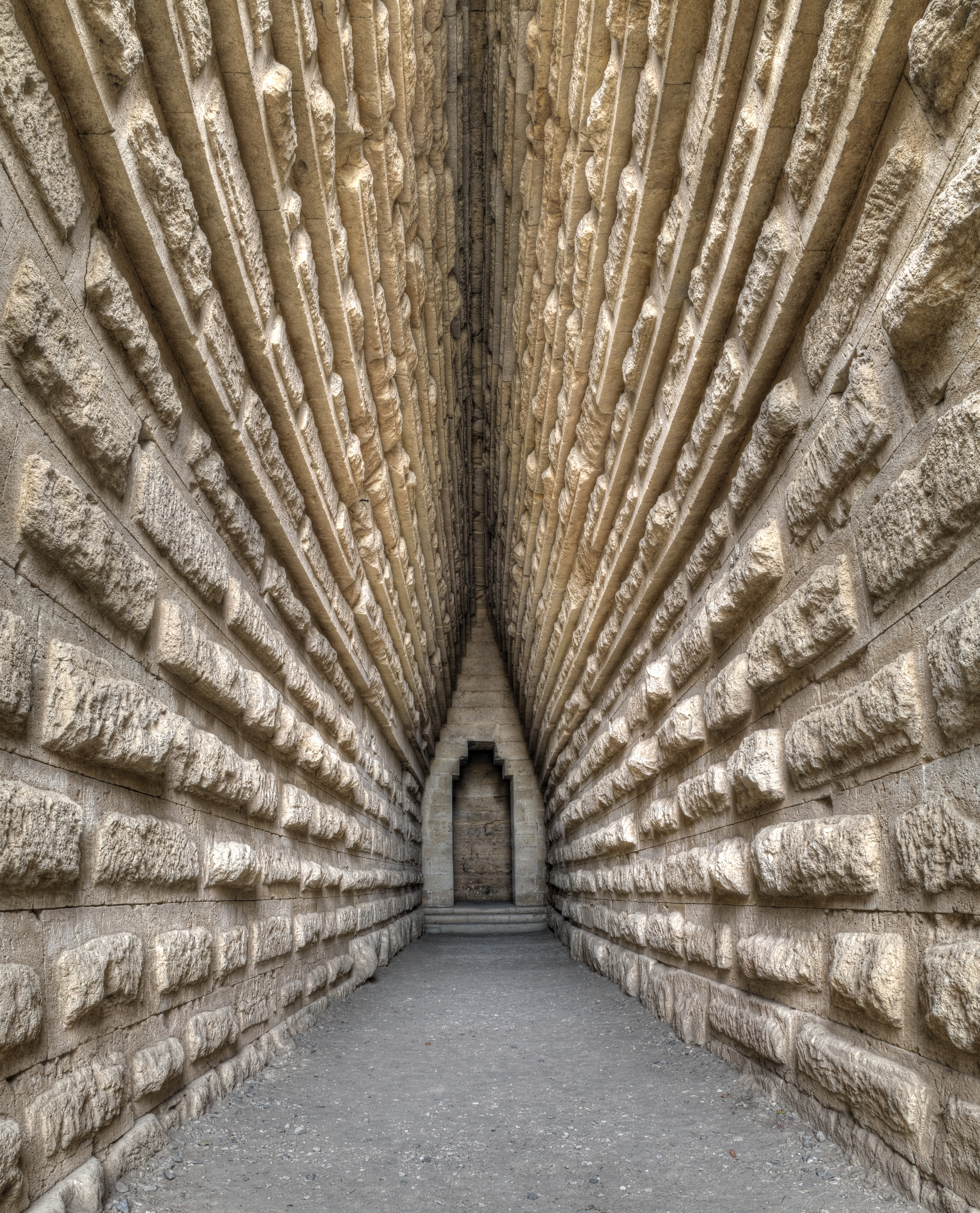
Dromos menant à la chambre funéraire.

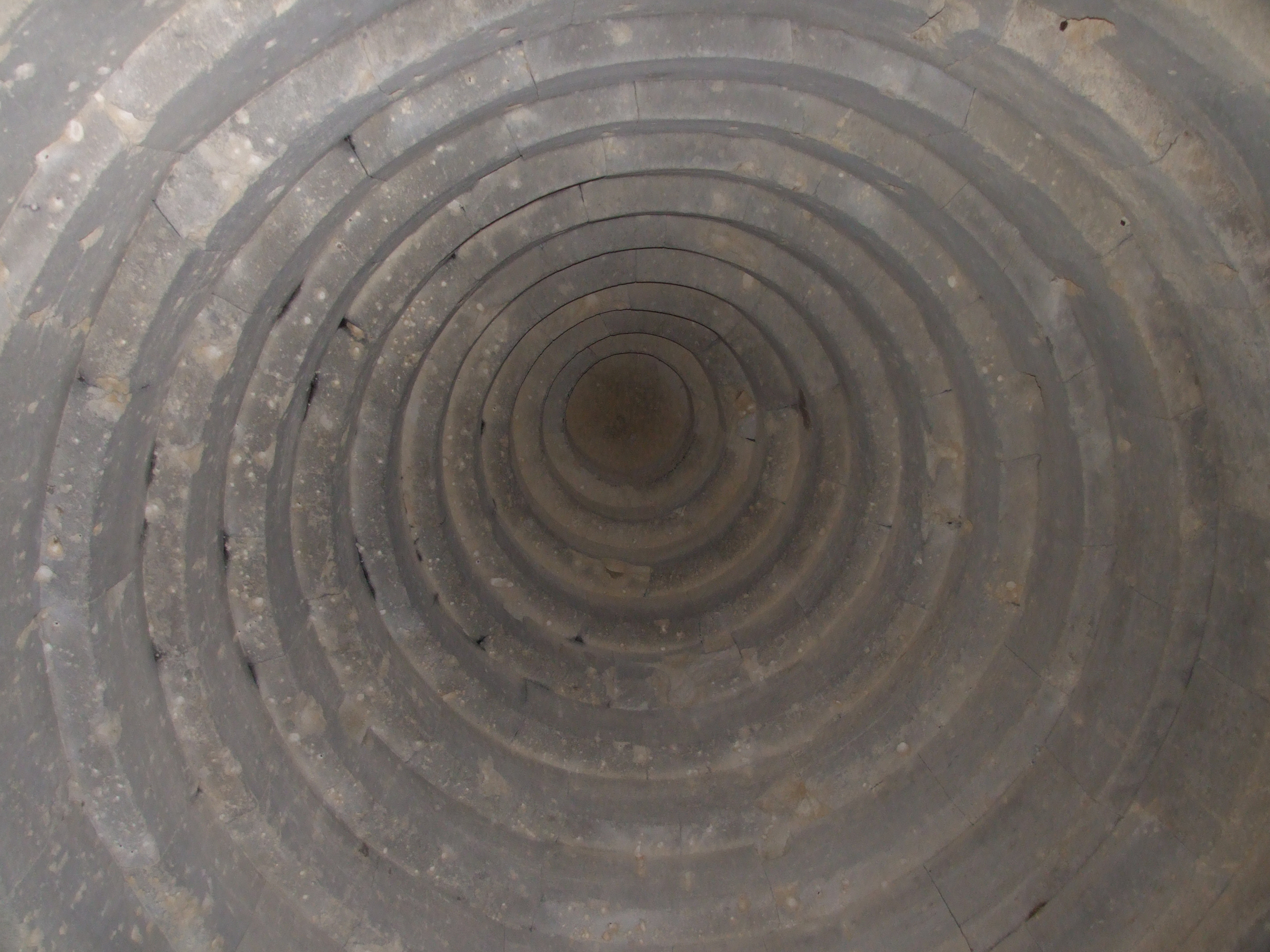
Coupole de la chambre funéraire.

Le tumulus était très probablement un tombeau érigé sur commande d'un roi du Bosphore, royaume né de colonies grecques au nord de la mer Noire et au bord de la mer d'Azov. Il pourrait plus précisément être la tombe de Leucon Ier (389 - 349 av. J.-C.). Le tombeau a été pillé dans l'Antiquité, il ne subsiste que des restes d'un cercueil en bois. Le tumulus a été mis au jour lors de fouilles entre 1833 et 1837 par  Anton Achik du Musée d’archéologie de Kertch. Des symboles chrétiens sculptés sur les parois laissent supposer que le tombeau a servi de refuge et de lieu de culte pour les premiers chrétiens.
Près du monument se trouve un musée lapidaire qui expose des stèles, des sarcophages et des piédestaux.